# قضیه عدم تلپورت
در نظریه اطلاعات کوانتومی، قضیه عدم تلپورت بیان می‌کند که یک حالت کوانتومی دلخواه نمی‌تواند به یک توالی از بیت‌های کلاسیک تبدیل شود. (یا حتی یک تعداد نا محدود از این بیت‌ها)؛ همچنین نمی‌توان چنین بیت‌هایی را برای بازسازی حالت اصلی استفاده کرد، به عبارت دیگر نمی‌توان آن را تنها با جابجا کردن بیت‌های کلاسیک «تلپورت» کرد. بیان دیگر این قضیه این است که واحد اطلاعات کوانتومی، کوبیت، نمی‌تواند دقیقاً به بیت‌های اطلاعات کلاسیک تبدیل شود. البته این مسئله نباید با تلپورت کوانتومی اشتباه شود، که اجازه می‌دهد یک حالت کوانتومی در یک مکان نابود شود و یک کپی دقیق از آن در مکان دیگری ایجاد شود.
اگر ساده بخواهیم توضیح دهیم، قضیه عدم تلپورت از اصل عدم قطعیت هایزنبرگ و پارادوکس EPR ریشه می‌گیرد: اگر چه می‌توان یک کیوبیت {\displaystyle |\psi \rangle } را به صورت یک جهت خاص در کره بلاخ توصیف کرد، این جهت را نمی‌توان در حالت کلی {\displaystyle \mid \psi \rangle }دقیقاً اندازه‌گیری کرد؛ اگر این امر امکان‌پذیر بود، نتایج آن اندازه‌گیری با کلمات، یعنی اطلاعات کلاسیک، قابل توصیف می‌بود.
قضیه عدم تلپورت نتیجهٔ قضیه عدم شبیه‌سازی است: اگر یک کیوبیت می‌توانست به بیت‌های کلاسیک تبدیل شود، به راحتی قابل کپی کردن می‌بود (زیرا بیت‌های کلاسیک به راحتی کپی می‌شوند).

## فرمول بندی
اصطلاح اطلاعات کوانتومی به معنای اطلاعات ذخیره شده در حالت یک سیستم کوانتومی است. دو حالت کوانتومی ρ 1 و ρ 2 یکسان هستند اگر نتایج اندازه‌گیری تمام پارامترهای فیزیکی قابل مشاهده ارزش قابل انتظار برابری برای ρ 1 و ρ 2 داشته باشند؛ بنابراین اندازه‌گیری را می‌توان یک کانال اطلاعات با ورودی کوانتومی و خروجی کلاسیک دانست، به عبارت دیگر اندازه‌گیری در یک سیستم کوانتومی اطلاعات کوانتومی را به اطلاعات کلاسیک تبدیل می‌کند. از سوی دیگر، آماده‌سازی یک حالت کوانتومی اطلاعات کلاسیک را به اطلاعات کوانتومی تبدیل می‌کند.
در کل، یک حالت کوانتومی با یک ماتریس چگالی توصیف می‌شود. فرض کنید یک سیستم کوانتومی در یک حالت مرکب ρ داریم. اگر آنسامبلی از همان سیستم به صورت زیر تهیه کنید:
1. یک اندازه‌گیری بر روی ρ انجام دهید.
2. با توجه به نتایج اندازه‌گیری، یک سیستم را در حالت‌های از پیش تعیین شده آماده کنید.

قضیه عدم تلپورت بیان می‌کند که نتیجه متفاوت از ρ خواهد بود، صرف نظر از چگونگی ارتباط روش آماده‌سازی و نتایج اندازه‌گیری است. یک حالت کوانتومی را نمی‌توان از طریق یک اندازه‌گیری منفرد تعیین کرد. به عبارت دیگر، اگر پس از یک اندازه‌گیری کانال کوانتومی به دنبال آماده‌سازی انجام دهیم، این آماده‌سازی نمی‌تواند کانال هویت باشد. به عبارت دیگر پس از تبدیل به اطلاعات کلاسیک، اطلاعات کوانتومی قابل بازیابی نیست.
در مقابل، در فرایند تبدیل اطلاعات کلاسیک به اطلاعات کوانتومی و سپس دوباره به اطلاعات کلاسیک، اطلاعات کاملاً حفظ می‌شود. برای بیت‌های کلاسیک، این امر با رمزگذاری آنها در حالت‌های کوانتومی متعامد، که همیشه قابل تمایز اند، امکان‌پذیر است.